# 井上義海
井上 義海（いのうえ よしみ、1908年（明治41年）3月26日 - 2000年（平成12年）4月22日）は、広島県出身の官僚、実業家。大蔵省印刷局長、神戸製鋼所社長などを務めた。

## 経歴
広島市出身。旧制修道中学校（現：修道中学校・高等学校）、旧制第六高等学校（現：岡山大学）を経て、1933年 東京帝国大学法学部を卒業し、大蔵省入省（外国為替管理部属）。1945年9月 外資局為替課長。1949年6月 東京財務部長。1950年5月 関東財務局長。1952年2月 国有財産管理処分関係事件で衆議院行政監察特別委員会に証人喚問された。1954年4月 大蔵省印刷局長。1956年 同省を退官。1957年 神戸製鋼所に入社。その後、同社取締役、副社長を歴任し、1972年 社長に就任。1974年より会長。1979年 勲二等旭日重光章。2000年4月22日 逝去。